# Kap Schlossbach
Das Kap Schlossbach ist ein Kap an der Orville-Küste des westantarktischen Ellsworthlands. Es liegt am östlichen Ende der Prehn-Halbinsel zwischen dem Gardner Inlet im Norden und dem Hansen Inlet im Süden.
Entdeckt wurde es bei der Ronne Antarctic Research Expedition (1947–1948) unter der Leitung des US-amerikanischen Polarforschers Finn Ronne, der es nach Isaac Schlossbach (1891–1984) benannte, Commander der United States Navy und stellvertretender Expeditionsleiter.